# PonyProg
PonyProg — программатор (программная часть программатора) для считывания и записи программы микроконтроллеров и ПЗУ с последовательным интерфейсом программирования. В силу своей простоты и дешевизны изготовления аппаратной части программатор получил широкое распространение.

## Принцип работы
К параллельному (LPT) или последовательному (COM) порту IBM PC-совместимого компьютера подключается аппаратная часть программатора. Поддерживаются следующие аппаратные интерфейсы AVR ISP (STK200/300), JDM/Ludipipo, EasyI2C и DT-006 AVR (от Dontronics). На компьютере запускается программное обеспечение PonyProg, в программатор устанавливается микроконтроллер или микросхема ЭСПЗУ. После предварительной настройки в память (EEPROM — память данных, Flash — память программ) будет записана микропрограмма, скомпилированная специально для устройства с помощью сред разработки для микроконтроллеров, например, WinAVR для семейства контроллеров AVR. Кроме того PonyProg может считать данные из EEPROM и микропрограмму из памяти микроконтроллера.

## Возможности
PonyProg поддерживает следующие интерфейсы для связи с программируемым микроконтроллером:
- I²C
- Microwire
- SPI EEPROM
- Atmel AVR и Microchip PIC micro

Поддерживаемые операционные системы: все 32-битные версии MS Windows (95/98/NT/2000/XP), все соответствующие POSIX (Linux/BSD/UNIX-схожие).
В список поддерживаемых устройств входит большинство распространенных PIC и AVR микроконтроллеров и различные виды микросхем памяти.

## Дальнейшее развитие
В мае 2013 вышла версия адаптированная к 64 разрядным ОС (Win7/64).
В октябре 2017 года было объявлено, что версия 3.0 программы портирована на Qt4/Qt5, в то же время файлы локализации имеют текстовый формат, чтобы перевод интерфейса не требовал опыта работы с QT Linguist, появилась возможность переключения языка интерфейса "на лету", окно установок битов Fuse/Lock было полностью переработано и дополнено текстовой помощью. Код последующих версий был перенесён с сайта Sourceforge на Github.
С февраля 2019 года программа встраивается в дистрибутивы, базированные на Debian 10, Ubuntu 19.04 и прочие. Посмотреть список дистрибутивов можно по ссылке